# 鴻巣市立陸上競技場
鴻巣市立陸上競技場（こうのすしりつりくじょうきょうぎじょう）は、埼玉県鴻巣市鴻巣にある陸上競技場・サッカー競技場である。施設は鴻巣市が所有し、シンコースポーツ・サンワックス共同事業体が指定管理者として運営管理を行っている。

## 概要
メイングラウンド、サブグラウンド、ジョギングコースからなる。
- 敷地面積：46,131m2

### メイングラウンド
日本陸上競技連盟公認第三種競技場
- トラック：一周400m、8レーン
  - 全天候型ゴムチップウレタン舗装
- フィールド：105m×69m（西洋芝）
  - 走り幅跳び・三段跳び用砂場・助走路、走り高跳び／棒高跳び／やり投用助走路、円盤投げ・ハンマー投げ／砲丸投げ用サークル、水濠
- 収容人数：約5,000人[1]
  - メインスタンド：672人[2]
  - 芝生スタンド：4,500人[2]
- メインスタンド
  - 鉄筋コンクリート造1階建て
  - 1階：事務室、本部室、記録室、選手控室（2）、放送室、医務室、会議室、ロッカーシャワー室、器具庫（2）、トイレ（6）、車椅子観覧席（7席）
  - 屋上：観覧席（672席）
- その他
  - 夜間照明、放送設備

### サブグラウンド
- 利用料：無料
- トラック：1周125m（クレー舗装）
- フィールド：コウライ芝

### ジョギングコース
- 1周700m（ゴムチップウレタン舗装）
- 幅3m

## 沿革
1993年（平成5年）3月に完成した。当初は浦和レッドダイヤモンズのサテライトリーグ、大宮アルディージャのホームゲーム会場として利用された。なお現在はJリーグ開催の基準を満たしていないため、トップチームによる試合の開催はできない。

## 利用する主な競技団体
- 浦和レッドダイヤモンズ・レディース - ホームゲーム会場として利用[4]
- 大宮アルディージャ - 練習場として利用[5]
- 過去にJリーグの公式戦を開催したことがある。
  - NTT関東サッカー部→大宮アルディージャ　前身のジャパンフットボールリーグ（1992年-1998年）、ならびにJ2在籍時（1999年-2001年）のリーグ戦毎年1試合[6]

## 交通
- 駐車場：275台
- JR高崎線鴻巣駅下車、東口より徒歩約15分｡
- 東武バスウエスト・川越観光自動車・朝日自動車鴻巣免許センター行き乗車、鴻巣免許センター下車、徒歩すぐ